# 鈴木重康 (庄司)
鈴木 重康（すずき しげやす）は、平安時代中期の武将。藤白鈴木氏の当主。通称は鈴木庄司。官位は越中守とされる。
鈴木氏（穂積氏）は紀伊国熊野地方を本拠としていたが、重康の代に同じ紀伊国内の名草郡藤白荘に居を移し、以降は五体王子のひとつ・藤代王子の旧跡である藤白神社の社家として続いた。康平8年（1065年）1月10日に62歳で没した。

## 系譜
宮内庁書陵部蔵『華族系譜61 亀井家』、および『古代氏族系譜集成 中巻』穂積臣系図による。
- 父：鈴木重武
- 母：真砂清行の女
- 妻：帯刀左衛門尉俊澄の女
  - 男子：鈴木重光 - 従六位上右衛門少尉

生母は安珍・清姫伝説で知られる熊野国造一族・真砂庄司家の出で、真砂清行（庄司左衛門）は清姫の甥にあたる。